# Heuristika
Heuristika (prema grčki εὑρίσϰεıν: nalaziti, otkrivati), postupak koji vodi prema otkriću ili ga potiče. U filozofiji znanosti, pod utjecajem Karla Poppera i njegovih sljedbenika, pod heurističkim se postupkom razumije dolaženje do znanstvenog rješenja ili otkrića putem pokušaja i pogrešaka, nagađanjima i opovrgavanjima. U drugim pak područjima suvremene filozofije pojam heuristike poprimio je nešto drugačije značenje: u modernoj logici npr., riječ opisuje proces koji može riješiti određenu vrstu problema, ali ne jamči uspješno rješenje. To je značenje preuzeto u suvremenu filozofiju uma, u kojoj se termin heuristika primjenjuje na formalno neispravne i/ili nepotpune procedure zaključivanja ili odlučivanja. Takve procedure često vode do uspješnoga rješenja problema, ako se primijene na specifično i razmjerno usko područje, no, primijenjene na neko drugo područje pokazuju se neuspješnima i beskorisnima. Važnost heuristika kao mogućih bitnih strategija zaključivanja potvrđena je rezultatima eksperimentalnih istraživanja u kognitivnoj psihologiji. Tako su začetnici i najznačajniji istraživači u području induktivnoga zaključivanja i odlučivanja, D. Kahneman, P. Slovic i A. Tversky (1982), pokazali da u određenim segmentima zaključivanja golema većina ispitanika sustavno pravi istovjetne pogreške, koje se ne daju pripisati umoru ili nedostatku pozornosti. Ispitanici griješe kršeći jedno od temeljnih pravila računa vjerojatnosti, pravilo konjunkcije, koje kaže da vjerojatnost konjunkcije dvaju događaja ne može biti veća od vjerojatnosti jedne od sastavnica konjunkcije. Tumačenje takvih eksperimentalnih rezultata neobično je važno za filozofiju uma. Štoviše, heuristike su dio psiho-logičkoga repertoara što ga posjeduje ljudski kognitivni sustav pa se one zato i objašnjavaju kao rezultat evolucijskoga razvoja u danim okolnostima. – Heuristički, koji se odnosi na otkrivanje novih spoznaja i činjenica.